# Rugbi a 13

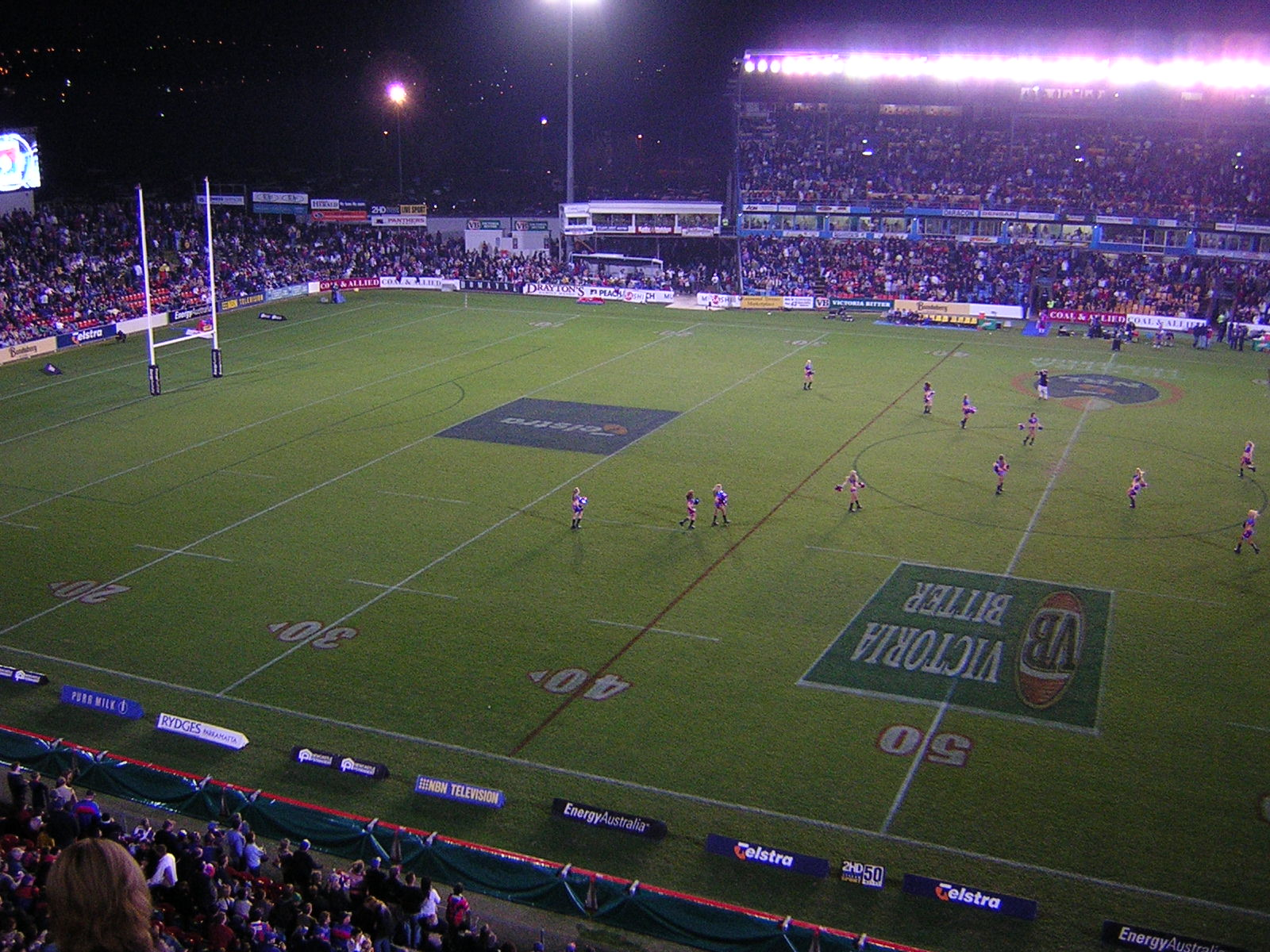
Partit de rugbi a 13

El rugbi a 13 és un esport d'equip practicat per dos equips de 13 jugadors. És un dels dos codis de rugbi, l'altre és el rugbi a 15. També és conegut com a rugby league, puix que l'organisme rector rebé el nom de Rugby Football League.
L'objectiu és portar una pilota ovalada fins a la zona de marca de l'equip rival i dipositar-la a terra. L'equip contrari ha d'evitar que el contrari arribi a la línia de marca placant el qui porta la pilota.

## Història
Els començaments del rugbi a tretze cal situar-lo a la fi del segle xix a Anglaterra. Va íntimament lligada a les històries del futbol i el rugbi a 15, ja que nasqué a les mateixes escoles privades, com a variants d'un mateix esport original. En aquells temps, rugbi i futbol ja estaven força diferenciats amb regles i clubs propis per a cada esport. A les acaballes d'aquell segle, el rugbi era dirigit per la Rugbi Football Union. Però l'any 1895 es produí un cisma a l'organització.
Els clubs del nord d'Anglaterra, desencoratjats pel resultat de les reunions que havien tingut amb els altres clubs, van decidir fer una reunió especial el 29 d'agost de 1895, a l'hotel George de Huddersfield. 20 dels 21 clubs participants van votar per separar-se de la Rugby Football Union i formar una nova organització anomenada Northern Rugby Football Union. Dels clubs d'aquesta reunió històrica, només Dewsbury va votar en contra.
Els membres fundadors van ser:
- A Yorkshire: Batley (Gallant Youths), Bradford, Brighouse Rangers, Halifax, Huddersfield, Hull, Hunslet, Leeds, Liversidge, Manningham i Wakefield Trinity.
- A Lancashire: Broughton Rangers, Leigh, Oldham, Rochdale, St. Helens, Tyldesley, Warrington, Wigan i Widnes.

Dos dels clubs, Bradford i Oldham, es van dividir arran de la decisió. Bradford es va separar en dos clubs, el Bradford and Bingley de la RFU i el nou Bradford Northern de la NRFU. Pel que fa a Oldham, aquest va arribar a resoldre les seves diferències internes i romandre com un sol club. Els clubs de Cheshire Runcorn i Stockport es van ajuntar als clubs dissidents just a temps de participar en la sessió inaugural.
Diverses raons van motivar aquesta separació, però la raó principal va ser l'encarcarament que havia sofert la RFU (des de Londres) amb les seves ridícules regles i demandes. Encara que un dels temes que van motivarla separació va ser el professionalisme, inicialment la NRFU s'hi posà en contra, el 1898 el professionalisme obert va ser reconegut. Des del seu inici, la Northern Union es va dividir en dos lligues majors, la Lancashire Senior Competition i la Yorkshire Senior Competition. En el segon any es va introduir una nova competició tipus copa, la Northern Union Challenge Cup. La primera final Batley va vèncer St. Helens per 10 a 3.
Representants de 12 dels equips més forts de la lliga es van reunir el 1901 a Huddersfield i van decidir formar una Northern Rugby League formada per ells dotze. Aquesta nova competició es va jugar per primer cop la temporada 1901-02. Els primers campions van ser Broughton Rangers. La següent temporada es va crear un sistema de dues divisions, de 18 equips a cadascuna, on els dos primers de cada lliga jugaven per al títol i els dos darrers per no descendir. Aquest sistema va abandonar-se immediatament. El 1906 la Northern Union va decidir establir una diferència fonamental entre el nou joc i la Rugby Union. El nombre de jugadors per equip va reduir-se a tretze. La temporada 1905-06, els All Blacks, de gira per Gran Bretanya, van decidir patrocinar un equip de Nova Zelanda sota les regles de la Northern Union. Aquest equip va jugar la temporada 1907-08. El 1907 la Rugby League entra a Austràlia on es va fundar la New South Wales Rugby League. La temporada següent van començar les lligues australiana i neozelandesa. El primer campionat de Sydney comença el 20 d'abril i el formaven els següents equips: Balmain, Eastern Suburbs, Glebe, Newcastle, Newtown Bluebags (més tard Jets), North Sydney, South Sydney, Cumberland i Western Suburbs. Souths van ser els primers campions. Més tard, s'hi van afegir University of Sydney i Annandale, entre d'altres.
Es van fer importants esforços per establir el nou joc a Gal·les. El 1907, Merthyr Tydfil i Ebbw Vale s'uniren a la NRFU, seguits l'any següent per Aberadre, Barry, Mid Rhondda i Treherbert. Però el rugbi tradicional estava molt profundament arrelat al país fins al punt d'ésser considerat una religió. El 1914 ja no existien equips gal·lesos a la NRFU. El 1922 la Northern Union canvia el seu nom pel de Rugby Football League. El 1928 decideix que la final de copa es jugui fora del nord d'Anglaterra, decisió força controvertida. Al final es decidí que la final es jugués a Wembley (Londres). La primera final a Wembley es jugà el 1929 i va guanyar-la Wigan que va derrotar Dewsbury per 13 a 2. Si exceptuem algun any puntual, totes les finals de copa a partir d'aleshores es van disputar a Wembley.
El 1924 és forma la Australian Futbol League Board of Control. Cap al 1930, a França, la French Rugby Union va sofrir una sèrie de problemes domèstics que portaren a la creació de la Rugby League a terres franceses, sota l'impuls del nord-català Joan Galia. El joc ràpidament va arrelar a la Catalunya del Nord. En una reunió històrica a Tolosa, el 1934, dotze clubs van formar la Ligue Française de Rugby à Treize. Aquesta organització va ser dissolta durant la Segona guerra mundial. El 1933 es va fundar el primer equip de Londres, el Wigan Highfield, més tard London Highfield. El 1948 es va crear, en una reunió a Bordeus, la International Board of Control, la qual està formada per les següents nacions: Austràlia, Gran Bretanya, França, Nova Zelanda i Papua Nova Guinea. El 1949 es va crear la lliga gal·lesa. El 1954 es va conovocar el Campionat de Món de Rugbi a 13, per iniciativa francesa. El 1969 es va crear la Universities and Colleges Rugby League Association, mentre que el 1973 ho va fer la British Amateur Rugby League Association. El 1974 Papua Nova Guinea va entrar a formar part de la International Board of Control. En aquest país, el rugbi a tretze és esport nacional. El 1990 Rússia es va incorporar a la Rugby League i l'any següent va crear la seva lliga.

## Reglament

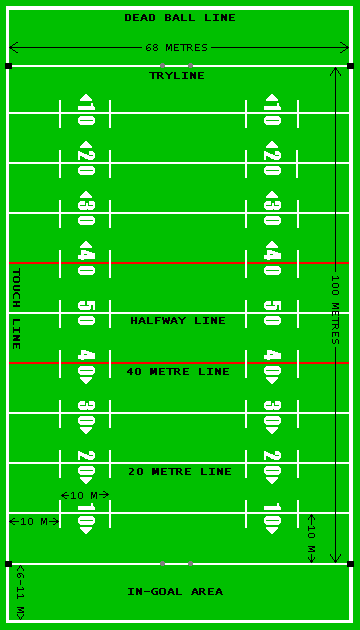
Terreny de joc de rugbi a 13

El rugbi a 13 es juga per dos equips de tretze jugadors en un camp rectangular amb llargada, generalment, doble a l'amplada. Les àrees de meta estan situades a cada extrem del camp i s'utilitzen per a anotar una marca.
A la part central de cadascuna de les línies de marca hi ha un sistema de pals en forma d'H majúscula que serveix per anotar un gol de camp, gol de penal o una conversió.
Mentre un equip ataca amb la intenció d'anotar una marca (assaig) o un gol (o conversió), l'altre defensa, procurant aturar l'equip que ataca. Per l'equip atacant, la forma d'avançar és, o bé, colpejant la pilota amb el peu cap endavant, o bé, avançar amb la pilota entre les mans. L'equip que ataca té sis ocasions per procurar anotar. L'equip que defensa intenta aturar els atacants placant al jugador que porta la pilota. Quan plaquen a un jugador, l'equip que defensa s'ha de moure 10 metres enrere, cap a la seva àrea de gol i els atacants disposen d'una nova oportunitat per jugar la bola. Quan un equip és placat per sisena vegada es produeix el canvi entre defensors i atacants.
Els jugadors es divideixen al camp entre atacants i defenses. Cada posició té un número assignat de l'1 al 13. Els números del 14 endavant són per als jugadors de la banqueta que poden substituir un jugador de camp en cas de lesió o cansament. Els atacants solen ser més petits i atlètics, així com creatius i hàbils, especialitzats a usar tàctiques o sistemes de joc per tal de trencar la defensa contrària.

## Competicions

### Competicions de Nacions
- Campionat de Món de rugbi a 13: màxima competició internacional, disputada des de 1954.
- Tri Nations de rugbi a 13: És una competició que disputen les tres nacions més potents, Anglaterra, Austràlia i Nova Zelanda.

### Competicions de clubs
- Campionat de Catalunya de Rugby Lliga: El campionat de lliga a Catalunya.
- World Club Challenge de rugbi a 13: Disputada entre els clubs campions d'Anglaterra i Austràlia.
- National Rugby League: disputada pels clubs australians i neozelandesos.
- Superlliga europea de rugbi a 13: disputada entre els millors clubs europeus.
- Campionat britànic de rugbi a 13: disputada per clubs britànics.
- Copa Challenge de rugbi a 13: La competició més antiga, en format de copa, pels clubs anglesos.
- Campionat de França de rugbi a 13: El campionat de lliga a França.
- Copa de França de rugbi a 13: El campionat de copa a França.

## Clubs
- Sant Esteve XIII Català (Perpinyà)
- Salanque Meditérranée Pià Rugby XIII (Pià)
- Dragons Catalans